# Aliyar Aliyev
Aliyar Aliyev (en azerí: Əliyar Yusif oğlu Əliyev) - Héroe Nacional de Azerbaiyán; mártir de la guerra de Karabaj.

## Vida
Aliyar Aliyev nació en la aldea de Gazyan del distrito de Qubadlı el 14 de diciembre de 1957. En 1979 tras graduarse en el Instituto Estatal de Educación Física de Azerbaiyán con diploma cum laude, durante algún tiempo trabajó como profesor de deportes en la escuela secundaria de la aldea de Dondarli del distrito de Qubadlı. Como él era un experto muy conocido en el deporte, después de cumplir con el servicio militar, la Universidad Estatal de Saransk le llamó para trabajar como profesor de deportes y Aliyar Aliyev aceptó dicho trabajo como maestro en esta universidad. 
Pero, tras la muerte de su padre él volvió a Gazyan y empezó a trabajar como profesor en la escuela secundaria del distrito con el cargo de entrenador en el departamento del distrito en la Sociedad Voluntaria Deportiva Mahsul de la aldea. Y desde el año 1985 fue elegido como el presidente del Consejo del distrito en la Sociedad Deportiva Voluntaria y de Educación Física.

### Guerra de Karabaj y la participación en las guerras
Cuando estalló la guerra de Karabaj Aliyar Aliyev se alistó voluntariamente en las filas de las Fuerzas Armadas de Azerbaiyán. En la guerra se mostró no sólo como un combatiente sino también como el organizador del arte militar. Primero fue nombrado con el cargo de comandante de la sección de inteligencia del campamento y más tarde fue suplente de suministro del comandante del campamento. 
En febrero del año 1988 después de las primeras manifestaciones en Khankandi comenzó la deportación de los azeríes de Armenia. Justo en aquellos años Aliyar Aliyev, conocido en Gubadlí como cabeza del movimiento nacional, dirigente de las fuerzas democráticas, estaba organizando grupos integrados por voluntarios. El tabor o escuadrón fundado por él era llamado en el pueblo Tabor de los luchadores. Porque la mayoría de los voluntarios procedían de la Sociedad Deportiva Voluntaria y de Educación Física encabezada por él. Por lo tanto, Aliyar Aliyev con suma modestia negó ser el comandante. En 1992 él se asignó como comandante de la sección de inteligencia del tabor. Más tarde se quedó a su cargo la dirigencia del tabor.
Destacó más en la ocupación de los puestos de Basharat, Susuzdag, Suarasi, el 30 de septiembre de 1992 encabezó la batalla en la dirección de Lachín. Asimismo, el regimiento presidido por él infligió grandes pérdidas al enemigo en las batallas por la aldea de Yukari Yibikli de Gubadli en mayo de 1991 y por la altura Topagay-Basharat del mismo distrito el 12 de octubre de 1991.
El 16 de abril de 1992 el armenio de Suria Karlen, con apodo Leopardo negro con un grupo subversivo de 50 personas que habían pasado un entrenamiento especial en el extranjero, pasó a la ofensiva para volar el puente de Lalazar, con el fin de romper la comunicación de las aldeas fronterizas de Gubadli con el centro del distrito y ocupar las alturas estratégicas. Como resultado de la información de inteligencia Aliyar Aliyev se enteró de eso y los esperó. Aliyar Aliyev y sus combatientes rodearon y mataron a 11 soldados enemigos incluyendo al cabecilla del grupo, luego cambiaron sus cadáveres con cautivos azerbaiyanos. 
El 24 de junio de 1992 fueron los combatientes de Aliyar Aliyev quienes abatieron tres helicópteros que volaban para bombardear el centro del distrito de Gubadlí. En otoño de 1992 Aliyar Aliyev junto con sus 40 combatientes voluntarios liberaron de armenios a cerca de 40 aldeas ocupadas de Lachín durante 4 días.

### Fallecimiento
La última batalla de Aliyar Aliyev fue a dos kilómetros de Lachín el 3 de octubre de 1992. En el combate por la altura de Tikanli zami fallecieron el comandante del tabor Aliyar Aliyev y su conductor Alisadat Agayev.

### Vida personal
Casado, tuvo dos hijos llamados Emin y Yusif y una hija llamada Parvana. Él tocaba acordeón con destreza. Aliyar Aliyev actuó como luchador durante algún período, ganó varias veces en lucha grecorromana en los torneos o campeonatos de la República, internacionales y de toda la Unión. 8 personas formadas bajo la dirección de Aliyar Aliyev han sido campeones de la República y de la URSS y Heydar Mammadaliyev fue campeón mundial en lucha y ganó una medalla de plata en los Juegos Olímpicos de Verano de 2004.

### Patrimonio
En el distrito de Narimanov de Bakú una calle lleva su nombre, ahí también se eleva el busto del héroe. En Masazir hay escuela con su nombre y en Sumgayit y Binagadi existen los manantiales “Aliyar”. En la ciudad de Sumgayit el club deportivo y el tabor creado por él llevan su nombre. En el distrito de Gubadlí se le erigió un monumento. 
Se celebra el torneo de lucha grecorromana en la República dedicado a su monumento. 

### Condecoraciones
Según el edicto 301 de 10 de noviembre de 1992 del presidente de la República de Azerbaiyán, a Aliyar Yusif oglu Aliyev le fue concedida la condecoración de Héroe Nacional de Azerbaiyán a título póstumo.
- 1992 —  Héroe Nacional de Azerbaiyán.